# Amanita roseotincta
Amanita roseotincta é um fungo que pertence ao gênero de cogumelos Amanita na ordem Agaricales. A espécie foi descrita cientificamente por William Murrill em 1914.